# Aloe pavelkae
Aloe pavelkae ist eine Pflanzenart der Gattung der Aloen in der Unterfamilie der Affodillgewächse (Asphodeloideae). Das Artepitheton pavelkae ehrt den tschechischen Sukkulentenspezialisten Petr Pavelka, der die Art in Namibia entdeckte.

## Beschreibung

### Vegetative Merkmale
Aloe pavelkae wächst stammlos oder in der Regel von der Basis aus verzweigt mit Bündeln von hängenden Stämmen von 150 bis 300 Zentimetern Länge. Die linealisch-lanzettlichen Laubblätter bilden kompakte Rosetten. Ihre dunkelgrüne, schwach gestreifte Blattspreite ist 18 bis 28 Zentimeter lang und 2,5 bis 7 Zentimeter breit. Bei jungen Blättern befinden sich auf der Blattunterseite einige weiße Warzen. Die weißen Zähne am knorpeligen Blattrand sind 1,5 Millimeter lang und stehen 4 bis 8 Millimeter voneinander entfernt. Der Blattsaft trocknet orangegelb.

### Blütenstände und Blüten
Der Blütenstand ist einfach oder weist selten einen Zweig auf. Er erreicht eine Länge von 24 bis 32 Zentimeter. Auf einer Länge von 15 bis 20 Zentimetern ist der Blütenstand hängend und dann nach oben gebogen. Die dichten, kopfigen Trauben sind 4,5 bis 9 Zentimeter lang. Die Brakteen weisen eine Länge von 3 Millimeter auf und sind 1,5 Millimeter breit. Die zylindrisch-dreieckigen und fast keulenförmigen, orangeroten Blüten sind gelb gespitzt und stehen an 20 bis 28 Millimeter langen Blütenstielen. Sie sind etwa 25 Millimeter lang. An ihrer Basis weisen die Blüten einen Durchmesser von 4 Millimeter auf. Darüber sind sie zur Mündung auf 6 Millimeter erweitert. Ihre äußeren Perigonblätter sind auf einer Länge von 15 Millimetern nicht miteinander verwachsen. Die Staubblätter und der Griffel ragen kaum aus der Blüte heraus.

## Systematik und Verbreitung
Aloe pavelkae ist in Namibia auf dem Kuamsibberg auf südostwärts gerichteten Sandsteinklippen verbreitet.
Die Erstbeschreibung durch Ernst Jacobus van Jaarsveld, Wessel Swanepoel, Abraham Erasmus van Wyk und John Jacob Lavranos wurde 2008 veröffentlicht.

## Nachweise